# Изимбет
Изимбет (каз. Ізімбет) — упразднённая станция (населенный пункт) в Мугалжарском районе Актюбинской области Казахстана. Входила в состав Журынского сельского округа. Код КАТО — 154845700. Упразднена в 2019 г.

## Население
В 1999 году население станции составляло 71 человек (37 мужчин и 34 женщины). По данным переписи 2009 года, в населённом пункте проживало 75 человек (39 мужчин и 36 женщин).